# 니콜라이 올류닌
니콜라이 이고레비치 올류닌(러시아어: Никола́й И́горевич Олю́нин, 1991년 10월 23일~)은 러시아의 스노보드 선수로 주 종목은 크로스이다. 2014년 동계 올림픽 스노보드 크로스 종목에서 은메달을 획득했다.

## 개인사
올류닌은 크라스노야르스크 국립 사범 대학교를 졸업했다.

## 성적

### 올림픽
| 년도 | 대회일   | 장소        | 종목            | 결과 | 메달 |
| ---- | -------- | ----------- | --------------- | ---- | ---- |
| 2014 | 2월 18일 | 러시아 소치 | 스노보드 크로스 | 2위  |      |